# 陳黎
陳黎（1954年10月3日—），本名陳膺文，台湾诗人、翻译家，出生于台湾花莲县，國立台灣師範大學英文系毕业，曾任花岗国民中学英語教師，現專職寫作，並從事翻譯工作。陳黎创作了许多散文，并與妻子張芬齡合譯了許多詩人（如普拉絲、奚尼、聶魯達、帕斯、辛波絲卡等）的詩作。

## 作品

### 詩集
- 《廟前》 東林文學社，1975年11月
- 《動物搖籃曲》   東林文學社，1980年5月
- 《小丑畢費的戀歌》  圓神出版社，1990年4月
- 《親密書：陳黎詩選1974-1992》 書林出版公司，1992年5月
- 《家庭之旅》 麥田出版公司，1993年4月
- 《小宇宙》 皇冠出版公司，1993年10月
- 《島嶼邊緣》 皇冠出版公司，1995年12月
- 《Intimate Letters: Selected Poems of Chen Li》（親密書：英譯陳黎詩選1974-1995）   書林出版公司，1997年5月
- 《陳黎詩集Ⅰ：1973-1993》  東林文學社，1997年9月；書林出版公司，1998年8月
- 《貓對鏡》  九歌出版公司，1999年6月
- 《陳黎詩選：一九七四—二ΟΟΟ》  九歌出版公司，2001年5月
- 《輕／慢》  二魚文化，2009年4月
- 《我／城》  二魚文化，2011年6月
- 《妖／冶》  二魚文化，2012年9月
- 《朝／聖》  二魚文化，2013年5月
- 《島／國》  印刻文學，2014年11月

### 散文集
- 《人間戀歌》  圓神出版社，1989年8月
- 《晴天書》  圓神出版社，1991年4月
- 《彩虹的聲音》  皇冠出版公司，1992年7月
- 《立立狂想曲》 皇冠出版公司，1994年3月
- 《詠嘆調》 聯合文學出版公司，1995年1月
- 《偷窺大師》  元尊文化公司，1997年9月
- 《聲音鐘》 元尊文化公司，1997年9月（《人間戀歌》、《晴天書》之合集）。其中聲音鐘一文曾入選中華民國的國中國語課本作為課文。
- 《陳黎散文選：一九八三—二ΟΟΟ》  九歌出版公司，2001年4月
- 《想像花蓮》二魚文化事業股份有限公司，2012年8月
- 《陳黎跨世紀散文選：1974-2015》印刻文學生活雜誌出版有限公司，2016年8月

### 翻譯
- 1983年：《神聖的詠嘆一但丁》，（與張芬齡合譯，時報）。
- 1991年：《拉丁美洲現代詩選》，（與張芬齡合譯，書林）。
- 1998年：《聶魯達詩精選集》，（與張芬齡合譯，桂冠）。
- 1998年：《辛波絲卡[Szymborska]詩選》，（與張芬齡合譯，桂冠）。
- 2005年：《致羞怯的情人：400年英語情詩名作選》，（與張芬齡合譯，九歌）。
- 2005年：《世界情詩名作100首》，（與張芬齡合譯，九歌）。
- 2005年：《四個英語現代詩人》，（與張芬齡合譯，花蓮縣政府文化局）。
- 2008年：《台灣四季―日據時期台灣短歌選》，（與上田哲二合譯，二魚）。
- 2010年：《當代世界詩抄》，（與張芬齡合譯，花蓮縣政府文化局）。
- 2012年：《紫潮：日據時期花蓮短歌．俳句選》，（與上田哲二合譯，花蓮縣政府文化局）。
- 2014年：《亂髮：短歌300首》，（與張芬齡合譯，印刻）。
- 2016年：《二十首情詩和一首絕望的歌》，（與張芬齡合譯，九歌）。
- 2016年：《一百首愛的十四行詩》，（與張芬齡合譯，九歌）。
- 2017年：《白石上的黑石：瓦烈赫詩選》，（與張芬齡合譯，聯合文學）。
- 2017年：《達菲：世界之妻》，（與張芬齡合譯，寶瓶文化）。
- 2018年：《死亡的十四行詩：密絲特拉兒詩選》，（與張芬齡合譯，寶瓶文化）。
- 2018年：《養蜂人吻了我：世界情詩選》，（與張芬齡合譯，臺灣商務）。
- 2018年：《一茶三百句-小林一茶經典俳句選》，（與張芬齡合譯，臺灣商務）。
- 2019年：《辛波絲卡‧最後》，（與張芬齡合譯，寶瓶文化）。
- 2019年：《精靈：普拉絲詩集》，（與張芬齡合譯，臺灣商務）。

### 評論
- 《陳黎談藝論樂集》 印刻，2007年4月。

## 獲獎
1979年：〈后羿之歌〉獲第2屆時報文學獎敘事詩佳作。
1980年：〈最後的王木七〉獲第3屆時報文學獎敘事詩首獎。
1990年：《小丑畢費的戀歌》，獲時報文學獎推薦獎。
1992年：《親密書》獲第18屆國家文藝獎詩歌類新體詩獎。
1992年：《親密書》獲選聯合報「讀書人版」文學類年度最佳書獎。
1993年：獲第6屆梁實秋文學獎譯詩組第二名。
1994年：〈秋風吹下─給李可染〉獲時報文學獎第17屆新詩獎首獎。
1995年：〈福爾摩莎．一六六一〉獲聯合報第17屆文學獎新詩首獎。
1997年：《童話風》獲 1997年「好書大家讀」年度最佳少年兒童讀物獎。
2000年：《島嶼邊緣》獲吳三連文藝獎第23屆新詩類文學獎。
2004年：《黑白狂想曲》童詩集獲 2004年新聞局金鼎獎。
2013年：《朝/聖》獲臺灣文學獎-圖書類新詩金典獎。
2013年：《朝／聖》獲2013年台灣文學獎圖書類新詩金典獎。

## 外部連結
- 陳黎文學倉庫，一個整理陳黎作品與相關資料的網站
- 陳黎詩倉庫
- 陳黎個人資料 （页面存档备份，存于） 於 九歌文學網 （页面存档备份，存于）
- 楊小濱：〈文學作為「搵學」：陳黎詩中的文字灘塗 （页面存档备份，存于）〉。
- 劉紀蕙：〈燈塔、鞦韆與子音: 論陳黎詩中的花蓮想像與陰莖書寫 （页面存档备份，存于）〉。
- 台灣作家作品目錄資料庫——陳黎 （页面存档备份，存于）

### 訪談/演講錄
- 「我和哺育我的世界」 （页面存档备份，存于） 主講：陳黎、畢飛宇，主辦：香港浸會大學國際作家工作坊 2009/11/14
- 「文學: 先鋒與本土」 （页面存档备份，存于） 主講：陳黎、畢飛宇，主辦：香港浸會大學國際作家工作坊 2009/11/26